# Acroclisis brasiliensis
Acroclisis brasiliensis är en stekelart som beskrevs av William Harris Ashmead 1904. Acroclisis brasiliensis ingår i släktet Acroclisis och familjen puppglanssteklar. Inga underarter finns listade i Catalogue of Life.